# St. Peter und Paul (Westerham)

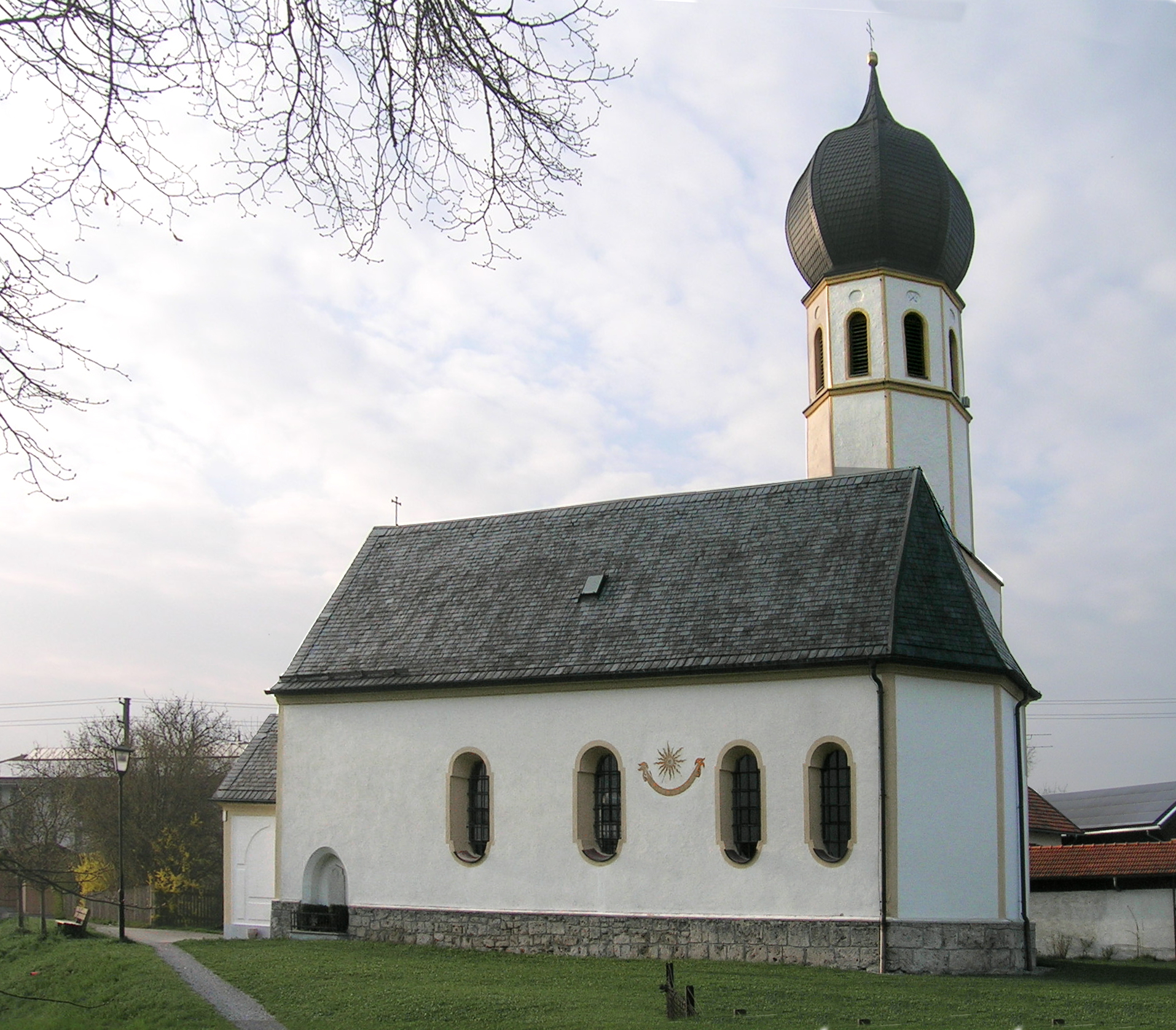
St. Peter und Paul in Westerham

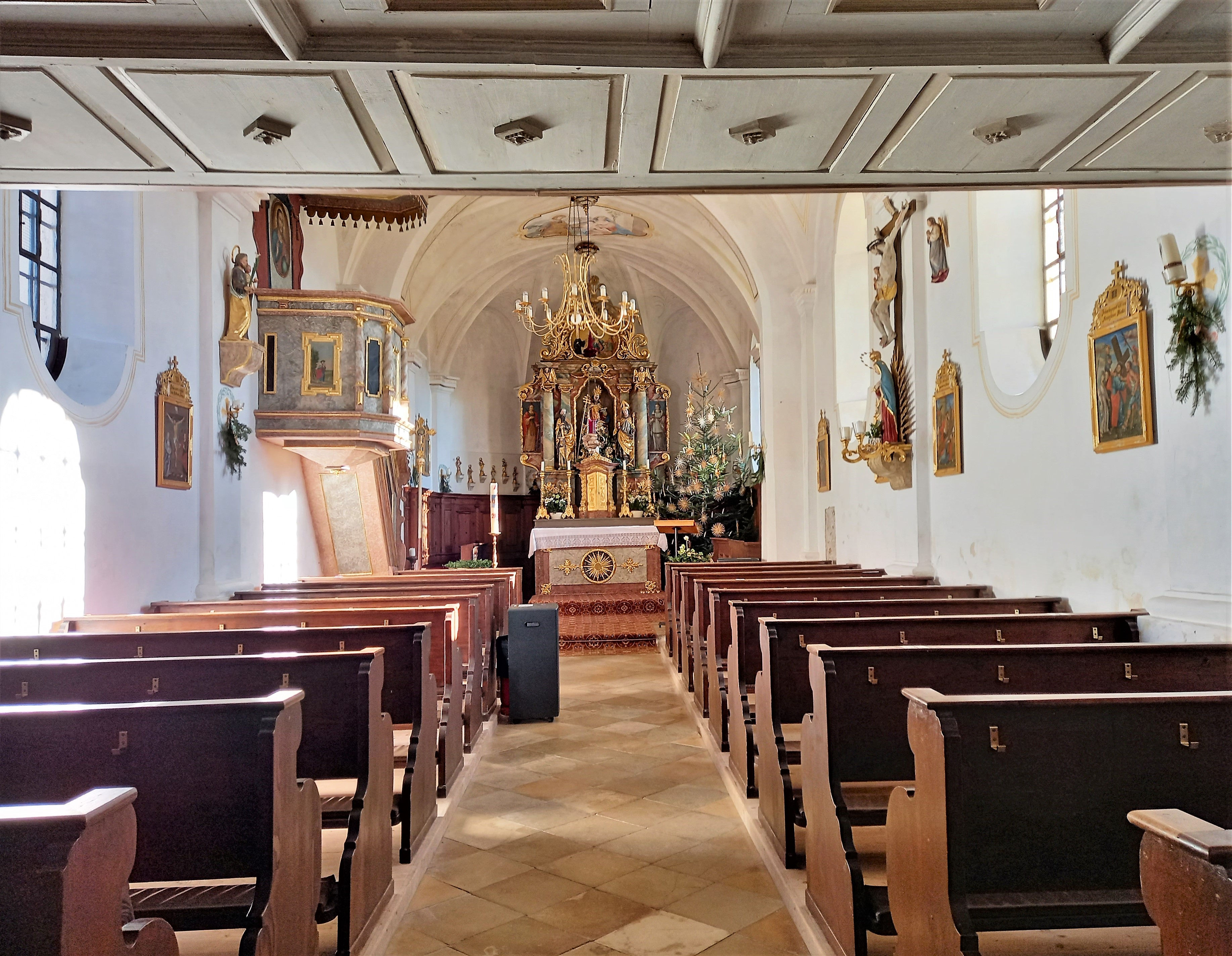
Innenraum

Die römisch-katholische Filialkirche St. Peter und Paul steht in Westerham, einem Gemeindeteil von Feldkirchen-Westerham im oberbayerischen Landkreis Rosenheim. Sie ist in der Liste der Baudenkmäler in Feldkirchen-Westerham unter der Nummer D-1-87-130-69 eingetragen. Die Kirche gehört zum Dekanat Rosenheim im Erzbistum München und Freising.

## Beschreibung
Die spätgotische Saalkirche wurde im 15. Jahrhundert erbaut und im 17. Jahrhundert barock umgestaltet. Sie besteht aus dem Langhaus, dem dreiseitig geschlossenen Chor im Osten und dem Chorflankenturm auf quadratischem Grundriss an der Nordwand des Chors. Seine achteckigen Obergeschosse sind mit einer Zwiebelhaube bedeckt. Der 1901 angebaute Vorbau im Westen des Langhauses ist als Kapelle zum Gedenken an die Gefallenen gestaltet. 
Der Hochaltar aus der Zeit um 1700 im mit Kreuzgratgewölbe überspannten Chor wird von Statuen des Paulus von Tarsus und des Rupert von Salzburg flankiert. Im Altarretabel ist Simon Petrus, im Altarauszug Maria als Regina caeli dargestellt.